# NGC 7258
NGC 7258 је спирална галаксија у сазвежђу Јужна риба која се налази на NGC листи објеката дубоког неба.
Деклинација објекта је - 28° 20' 43" а ректасцензија 22h 22m 58,1s. Привидна величина (магнитуда) објекта NGC 7258 износи 13,1 а фотографска магнитуда 13,9. Налази се на удаљености од 48,217 милиона парсека од Сунца. NGC 7258 је још познат и под ознакама ESO 467-49, MCG -5-52-68, IRAS 22201-2836, PGC 68710.